# Pseudomalachit
Pseudomalachit (znany także jako lunnit, ehlit, fosforokalcyt, trombolit, dyhydryt, prasyn, tagilit) – minerał bardzo rzadki, podobny do malachitu.
Minerał ten bywa nazywany także fosforokalcytem, lunnitem (od nazwiska chemika, Lunna) oraz ehlitem (od nazwy miejscowości Ehle w Niemczech, gdzie został odkryty).

## Charakterystyka

### Właściwości
Bardzo rzadko tworzy pojedyncze kryształy o pokroju krótkosłupkowym, tabliczkowym, igiełkowym lub włoskowym. Występuje w skupieniach włókniste, groniaste, sferolityczne bądź nerkowate, tworzy nacieki i naskorupienia. Odznacza się intensywną, zielonoszmaragdową barwą, jest kruchy, przezroczysty. Nie „burzy” z kwasem solnym (tą reakcją odróżnia się go od malachitu), ale rozpuszcza się w kwasach i stapia się w płomieniu dmuchawki.

### Występowanie
Jest minerałem strefy utleniania kruszców miedzi, przede wszystkim chalkopirytu. 
Najczęściej współwystępuje z takimi minerałami jak: malachit, azuryt, chalkopiryt, kupryt, tenoryt, chryzokola, limonit, chalcedon. 
Miejsca występowania: 
- Na świecie: jego główne złoża znajdują się w Niemczech - Nadrenii, Rosja - Uralu, w okolicach Chotobofu w Czechach i Lubetovej na Słowacji, Wielka Brytania – Kornwalia, Portugalia – Bogolo, Zambia, Kongo.

- W Polsce: został stwierdzony w Sudetach – Rudawy Janowickie, Góry Kaczawskie i na Dolnym Śląsku.

### Zastosowanie
- czasami wykorzystywany jest jako kamień ozdobny,
- do wyrobu drobnej galanterii,
- ceniony[przez kogo?] kamień kolekcjonerski.

Wydobywany jest jedynie ze względu na to, że towarzyszy różnym rudom miedzi.